# Hans Benzon (kommerceråd)
 Der er flere personer med dette navn, se Hans Benzon (landsdommer).
Hans Benzon (4. oktober 1657 i Randers – 12. marts 1715 i København) var en dansk godsejer.

## Uddannelse
Benzon var søn af provst, magister Søren Hansen Benzon i Randers og Elisabeth Aand. Han blev undervist privat i Randers, blev 1671-73 oplært i Hamborg i regning og skrivning, »opvartede« derefter sin farbroder, borgmester Mads Hansen Benzon i dennes »Affærer«, kom 1674 i huset hos Peder Hansen på Holbækgård, der var gift med hans søskendebarn Karen Assildsdatter Aand; og blev 1681 konduktør ved landmålingen i Danmark. Som ungt menneske fik han ansættelse i Rentekammeret, blev 1683 renteskriver og 1698 kommerceråd og assessor i Kommercekollegiet. Samme år tog han afsked fra statstjenesten og levede derefter på sine forskellige erhvervede gårde og i København, hvor han ejede to store huse i Store Kongensgade og ved Holmens Kanal.

## Godssamler
Formue har han formentlig haft efter sine forældre, og den forøgedes, da han 2. december 1690 ægtede Elisabeth Lasson (22. august 1671 på Rødslet – 17. april 1714 i København), datter af krigs- og landkommissær Thøger Lasson til Rødslet og Vester Ladegård, hvilken sidste gård Benzon fik 1692; desuden tilkøbte Benzon sig Sohngårdsholm i Jylland. På Sjælland købte han 1702 af Christian Gyldenløve for 32.000 Rdl. Juellund, hvis betydelige gods han yderligere forøgede, og som han forskønnede ved store haveanlæg. 1705 købte han Klarupgård, og han ejede også Kjellerup og Buderupholm.
Sin formue anslog han selv nogle år senere til 1300 tdr. hartkorn og 20.000 Rdl. Han døde 12. marts 1715 "efter mange udstandne Møjsommeligheder og Gjenvordigheder", hvilke han dog, ifølge indskriften på hans sarkofag i Vor Frelsers Kirke på Christianshavn, fordrev med arbejdsomhed og byggeforetagender. Ved sit testamente betænkte han forskellige kirker, især Garnisons Kirke i København.
Han og hustruen blev stedt til hvile i hvælvingen under Vor Frelsers Kirkes kor og havde tillige "udi mange got Folks presence" gjort det løfte, at ville skænke kirken en altertavle af 4.000 Rdlr.s værdi på betingelse af, at hvælvingen med hans og hans hustrus marmorkister skulle være urørt til evig tid. Han efterlod sine børn en formue af 97.319 Rdlr. og skænkede til fornævnte kirke en endnu bevaret stor, stærkt forgyldt sølvkande, der bærer følgende indskrift: "Denne Kande, som i 3. Leed har været hos de Benzoner, er af Commerce Raad Hans Benzon d. 17 April 1714, da hans Salig Frue Elisabeth Lasson døde, foræret til den Herre Zebaoths Alter, under Guds Straf om den forvendes til anden Brug."